# Сангалло, Антонио да (старший)
Анто́нио Джамбе́рти да Санга́лло Ста́рший (итал. Antonio Giamberti da Sangallo il Vecchio; 1455, Флоренция — 27 декабря 1534, Флоренция) — архитектор и скульптор Высокого Возрождения в Италии, инженер и фортификатор. Прозван Старшим, чтобы отличать его от племянника Антонио Сангалло-младшего (1484—1546).

## Биография и творчество
Антонио, как и его старший брат Джулиано да Сангалло, был представителем большой семьи мастеров, сыном Франческо Джамберти ди Бартоло, резчика по дереву, придворного мастера семьи Медичи и, вероятно, также мастера-строителя. Обучался в среде ремесленников, резчиков, каменщиков и скульпторов Флоренции второй половины XV века.
Прозвание «Сангалло» происходит от наименования августинского монастыря во Флоренции у Ворот Сан-Галло ((итал. Porta San Gallo). Братья Джулиано и Антонио много лет жили за пределами ворот Сан-Галло, были строителями монастыря.
Жизнеописание братьев Антонио и Джулиано да Сангалло составил Джорджо Вазари. Братья учились в школе скульптора Франческо ди Джованни, известного как Франчоне (Francione). Мастерская специализировалась на резьбе по дереву и инкрустации, и в плотницком деле так называемых «корабельных мастеров». Франчоне также занимался фортификационными работами, что во многом определило дальнейшую специализацию Антонио да Сангалло. Среди его скульптурных работ из дерева известно Распятие для базилики Сантиссима Аннунциата во Флоренции, выполненное в 1481 году вместе с братом.
В конце августа 1488 года Антонио отправился в Сарцану (Лигурия), чтобы представить модель крепости, разработанную вместе с братом в качестве альтернативы тому, что уже было начато в предыдущем году командой Франчоне. В ноябре 1488 года он несколько раз появляется на стройке церкви Санта-Мария-делле-Карчери в Прато, начатой Джулиано в 1484 году. В том же году вместе с Джулиано он участвовал в обновлении деревянного хора базилики Сан-Пьетро в Перудже.
Вместе с братом Антонио работал на строительстве герцогского дворца в Неаполе и занимался реставрацией церкви Санта-Мария-Маджоре. Оба брата были заняты фортификационными работами, которыми Медичи решили усилить территориальную оборону Флоренции. Более известен был Джулиано, однако трудно отличить вклад Джулиано от вклада Антонио, который, к тому же, завершал после смерти Джулиано в 1516 году работы, начатые вместе, такие как Старая крепость Ливорно или оборонительные сооружения при осаде Флоренции в 1529 году.
Около 1490 года Антонио да Сангалло прибыл в Рим, участвовал в строительстве монастыря Сан-Пьетро-ин-Винколи. Он был представлен папе Александру VI и по его поручению перестраивал замок Святого Ангела, проектировал крепость в Чивита-Кастеллана. По заказу Чезаре Борджиа составил проект укреплений в Монтефьясконе.
В 1503 году да Сангалло вернулся во Флоренцию, где работал над строительством крепостей в Поджо-Империале и Ареццо. Вместе с братом принимал участие в осаде Пизы. После смерти Джулиано Антонио построил дворцы в Монте-Сан-Савино и Монтепульчано.
Шедевром Антонио да Сангалло Старшего является церковь Сан-Бьяджо близ Монтепульчано в Тоскане (1518—1544), которая представляет собой одно из самых интересных воплощений композиционных идей архитектуры эпохи Возрождения. Церковь Сан-Бьяджо относится к типу центрических храмов, который создавали архитекторы так называемого римского классицизма периода Высокого Возрождения в Милане и Риме в начале XVI века. Идеи и композиции подобных зданий разрабатывали Л. Б. Альберти, Донато Браманте и Леонардо да Винчи. К этому же кругу памятников относятся проект собора Св. Петра в Ватикане разработанный Донате Браманте, церковь Санта-Мария делла Консолационе в городе Тоди (Умбрия, 1508—1607), а также церковь Санта-Мария-делле-Карчери в Прато (проект Джулиано да Сангалло, 1484—1495).
Считается также, что в своём творчестве Антонио да Сангалло продемонстрировал «готовность повторно использовать классические архитектурные элементы, которые можно свободно комбинировать и перерабатывать, настолько, что он приблизился к маньеристской чувствительности и, в частности, к некоторым элементам архитектуры Микеланджело». Похоронен архитектор в родном городе, в церкви Санта-Мария-Новелла.

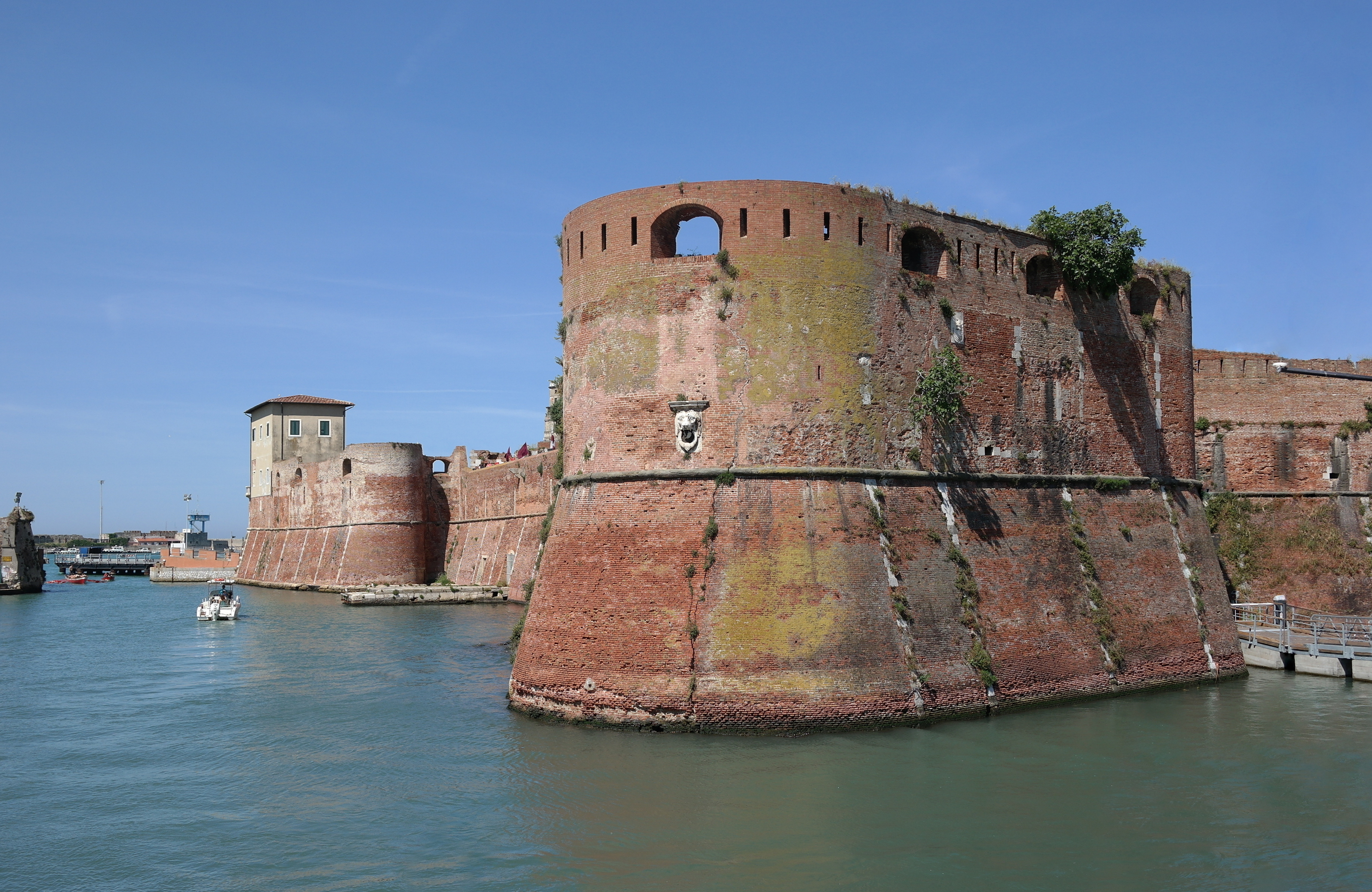
Старая крепость в Ливорно. 1500—1520-е гг.
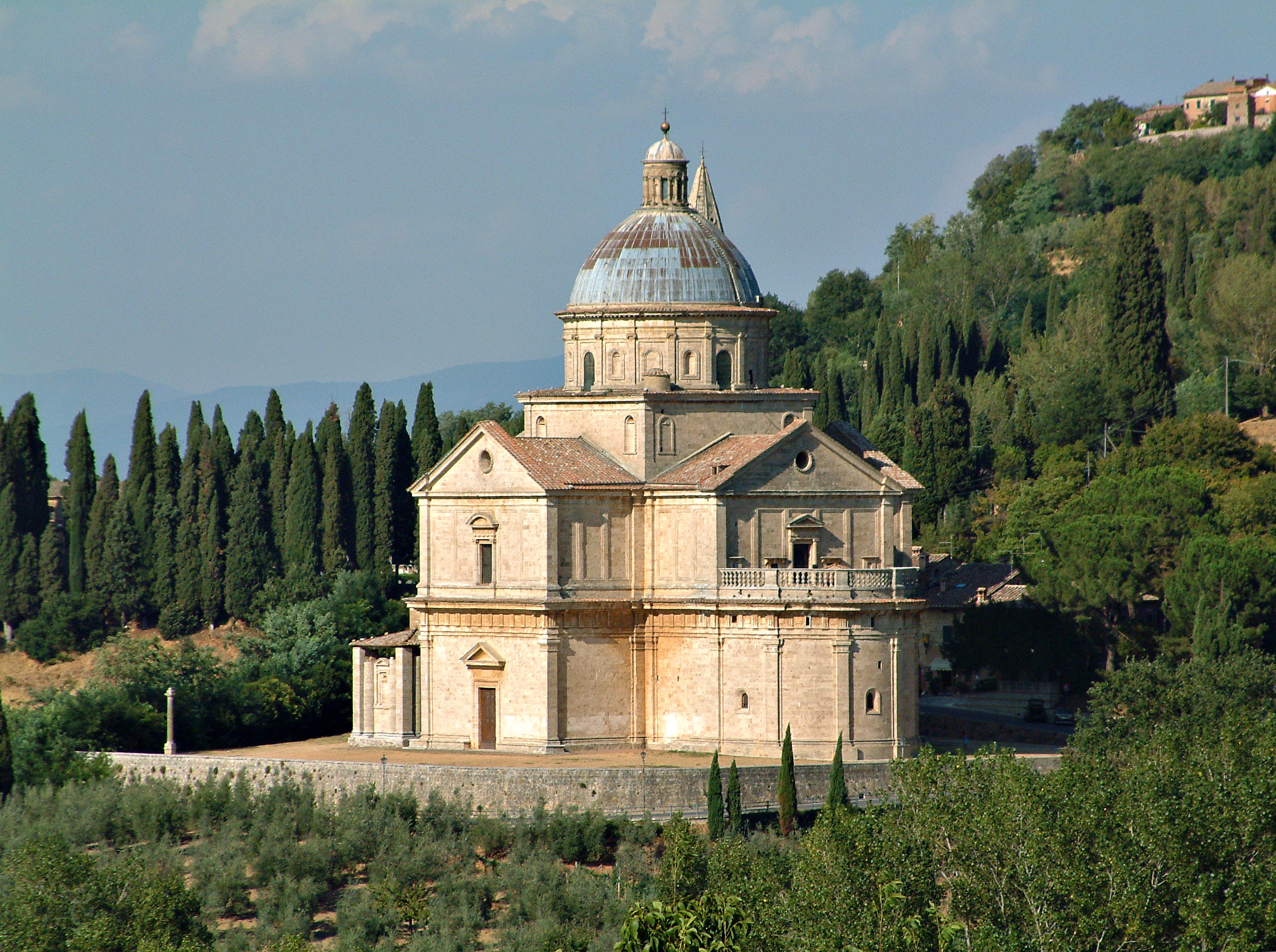
Церковь Сан-Бьяджо близ Монтепульчано, Тоскана. 1518—1544
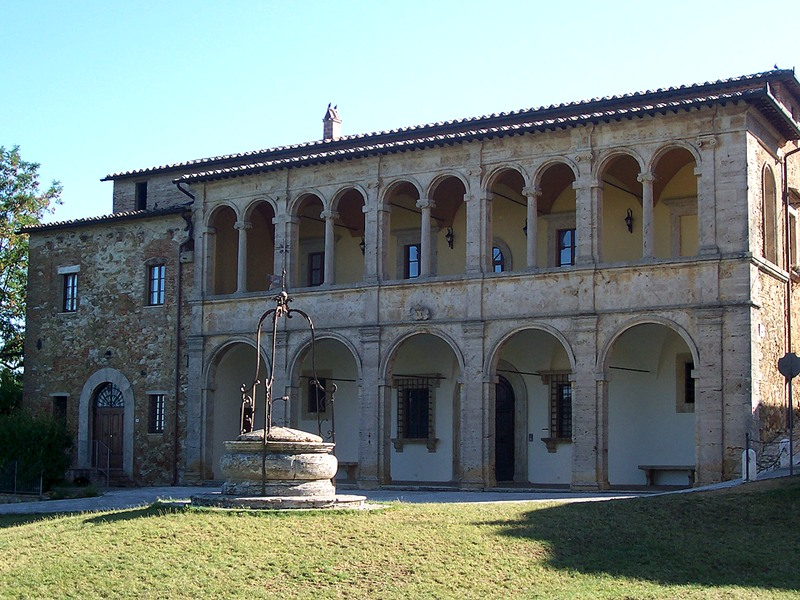
Здание монастыря Сан-Бьяджо в Монтепульчано
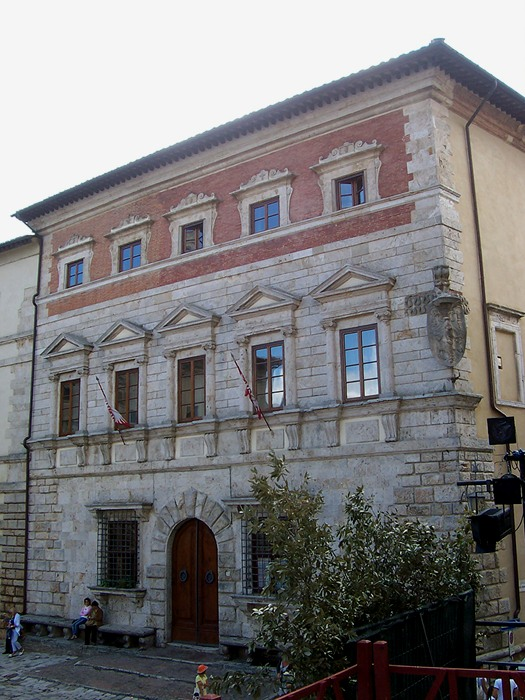
Палаццо Контуччи. Монтепульчано. Проект 1519 г.
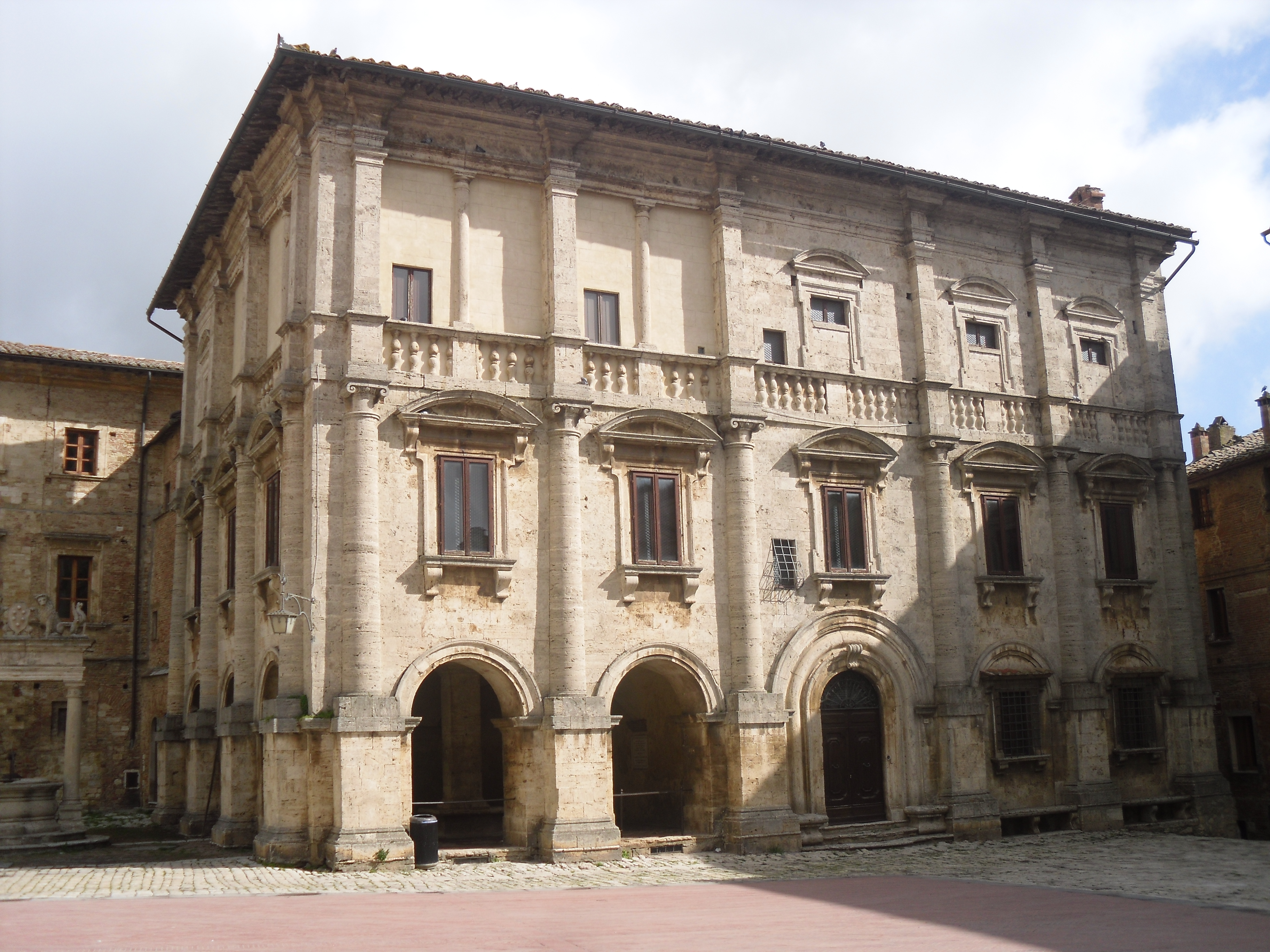
Палаццо Нобили-Таруджи. Монтепульчано